# رامون کایو
رامون کایو (استونیایی: Ramon Kaju؛ زادهٔ ۱۹ فوریهٔ ۱۹۷۳) بازیکن بسکتبال و ورزشکار ده‌گانه اهل استونی بود.